# Garrosse
Garrosse är en kommun i departementet Landes i regionen Nouvelle-Aquitaine i sydvästra Frankrike. Kommunen ligger i kantonen Morcenx som tillhör arrondissementet Mont-de-Marsan. År 2018 hade Garrosse 296 invånare.

## Befolkningsutveckling
Antalet invånare i kommunen Garrosse
Referens:INSEE